# 莫妮卡·维蒂
莫妮卡·维蒂（義大利語：Monica Vitti，1931年11月3日—2022年2月2日），是一位意大利演员。
莫妮卡·维蒂曾獲得五次義大利電影金像獎最佳女主角獎、七次義大利金球獎最佳女主角獎、威尼斯電影節終身成就金獅獎、柏林国际电影节最佳女演员银熊奖。
她在长期患病后于2022年2月2日在罗马去世，享耆壽91岁。

## 早期
1931年11月3日，莫妮卡·维蒂出生於羅馬。維蒂十幾歲時曾在業餘作品中表演，然後在羅馬國家戲劇藝術學院（1953 年畢業）和皮特曼學院接受演員培訓。她與一個義大利表演團一起巡迴德國演出，她在羅馬的第一次舞台演出是尼科洛·馬基雅維利的劇作《曼陀羅》。

## 電影生涯
1957年，她加入米開朗基羅·安東尼奧尼的米蘭新劇院，並在電影《哭泣》（Il Grido，1957年）中為朵莉安·格雷（Dorian Gray）配音。她在安東尼奧尼享譽國際的電影《情事》（L'Avventura）中扮演主角，扮演女友失踪卻超然而冷靜的女子。她的銀幕形像被描述為“令人驚嘆”，她還幫助安東尼奧尼籌集資金，並通過令人生畏的外景拍攝與他保持一致。《情事》使莫妮卡·维蒂成為國際明星。她的形像後來出現在紀念這部電影的義大利郵票上。根據《紐約時報》報導，維蒂的“祛魅神情完美地傳達了女主角的虛幻光輝。”
維蒂因在安東尼奧尼電影執導的電影《夜》（Night，1961年）中與珍妮·莫羅（Jeanne Moreau）和馬切洛·馬斯楚安尼合作而受到好評。維蒂出演了一部電視電影《Le notti bianche》（1962年），然後與安東尼奧尼合作第三部電影《慾海含羞花》（L'Eclisse），首次與阿兰·德龙演出。
維蒂是一部電影《三個愛情寓言》（1962年）中的眾多明星之一。她在《糖醋》（1963 年）中客串，並在羅傑·瓦迪姆（Roger Vadim）的喜劇《Nutty, Naughty Chateau》（1963 年）中扮演主角。維蒂隨後出演了另一部電影《高度不忠》（1964 年），並與安東尼奧尼《紅色沙漠》（Il Deserto Rosso，1964年）和理查德·哈里斯合作。導演說維蒂“肯定給了我靈感，因為我喜歡看和指導她，但我給她的部分與她自己的性格相差甚遠。”維蒂與安東尼奧尼直到1980年的《奧伯瓦爾德的秘密》（Il mistero di Oberwald）才再度合作。